# Paragoga
Paragoga (gr. παραγωγή paragōgḗ) – zjawisko polegające na wstawieniu w wygłosie wyrazu etymologicznie nieumotywowanej głoski lub sylaby. Odwrotnością paragogi jest apokopa.
Zjawisko to – dość rzadkie w językach indoeuropejskich poza romańskimi – występuje na przykład w sardyńskim paraghulaza ‘porównanie’ z łacińskiego parabolas oraz sporadycznie w innych językach romańskich (francuskim, katalońskim, włoskim). Powszechne jest natomiast w wyrazach zapożyczonych do języków mających wymóg sylab otwartych lub inne ograniczenia fonotaktyczne wygłosu, np. holend. glas ‘szklanka’ > jap. garasu; holend. mes ‘nóż’ > jap. mesu ‘skalpel’; ang. viking ‘wiking’ > jap. baikingu; ang. rack ‘wieszak’ > fiń. räkki; ros. bogát ‘bogaty’ > fiń. pohatta ‘bogacz’; ros. prusák 'prusak (insekt)' > fiń. rusakka; arab. ‘araq 'pot; sok; woda destylowana’ > gr. raki ‘rodzaj wódki’.